# Svante Rasmuson
Svante Erik Rasmuson, född den 18 november 1955 i Gamla Uppsala, är en svensk läkare och tidigare idrottsman.
Rasmuson började sin idrottskarriär som simmare i Umeå simsällskap och vann bland annat SM-guld på 100 fritt utomhus 1976, innan han deltog i OS i Montréal 1976, där han kom på 16:e plats på 100 m frisim . Därefter satsade Rasmuson på modern femkamp och tävlade då för Umeåklubben Sandviks IK. Den största framgången i modern femkamp kom vid OS i Los Angeles 1984 då han tog en silvermedalj individuellt. Under OS i Moskva 1980 ingick han i det svenska bronslaget. Han blev även svensk mästare i modern femkamp fyra gånger: 1981, 1983, 1984 och 1987.
Efter idrottskarriären utbildade sig Rasmuson till läkare och han har arbetat inom läkemedelsindustrin.
Han är son till genetikerna Bertil Rasmuson och Marianne Rasmuson.